# Mariko Shimizu
Mariko Shimizu –en japonés: 清水真理子, Shimizu Mariko– (4 de mayo de 1974) es una deportista japonesa que compitió en lucha libre. Ganó dos medallas de plata en el Campeonato Mundial de Lucha, en los años 1997 y 1999.

## Palmarés internacional
| Campeonato Mundial | Campeonato Mundial         | Campeonato Mundial | Campeonato Mundial |
| Año                | Lugar                      | Medalla            | Categoría          |
| ------------------ | -------------------------- | ------------------ | ------------------ |
| 1997               | Clermont-Ferrand (Francia) | Medalla de plata   | 56 kg              |
| 1999               | Boden (Suecia)             | Medalla de plata   | 56 kg              |